# Máel Dúin mac Conaill
Máel Duin mac Conaill va ser rei dels escots de Dál Riata del 673 al 689.

## Origen
Era fill de Conall Crandomna i germà petit de Domnall Brecc, va heretar el regne de Dál Riata després de l'assassinat del seu cosí Domangart mac Domnaill. El Duan Albanach especifica que va regnar "legítimament" durant 17 anys.

## Regnar
L'assassinat a Kintyre de Conall Cael Mac Dunchad, sens dubte el fill de l'antic rei Dúnchad mac Conaing, està registrat l'any 681 als Annals d'Ulster.
Sota el regnat de Máel Duin, Dun At (Dunnad) la seva capital. va ser assetjada el 683, probablement per Bridei mac Bili el rei dels pictes que així volia assegurar la submissió dels escots abans d'enfrontar-se a Ecgfrith de Northumbria.
Va ser sota el regnat de Máel Duin que va començar la llarga rivalitat entre les dues branques de la dinastia escocesa: el Cenél Gabráin la base territorial del qual era Kintyre i que controlava el títol de rei de Dál Riata, i el Cenél Loáirn, compost pels descendents de Loarn, germà de Fergus Mor mac Erc, es va establir més al nord, a Argyll, amb el seu bastió principal a Dun Ollaigh (Dunollie) i que va ser governat des del 678 per l'ambiciós Ferchar Fota.
Els Annals d'Ulster registren la mort de Máel Duin el 689, el mateix any que la de Cathusasch, un altre net de Domnall Brecc. El seu successor al disputat tron serà el seu germà petit Domnall Donn.

## Descendència
Potser és el pare de “Artbran m. Maile Duin” la mort de la qual està registrada l'any 716 pels Annals of Ulster.